# 三澤威
三澤 威（みさわ たけし、1969年11月28日 - ）は、日本の元プロレスラー、現メディカルトレーナー兼トレーニングディレクター。新日本プロレス所属。秋田県大館市出身。血液型はA型。

## 略歴
1989年10月22日、新日本プロレスで、vs松田納戦にてデビューしたが、1990年12月1日の後楽園ホール「夢☆勝ちます」興行で獣神ライガーの浴びせ蹴りを受け頸椎損傷、その後一度は復帰したものの再度欠場、結局完治することなく引退。
現在は、新日本プロレスのメディカルトレーナー兼トレーニングディレクターを務める傍ら、等々力にミサワ整骨院を開業している。また2008年にはミサワ整骨院を主な拠点とするトレーナー育成団体として「新日本メディカルトレーナー協会」を設立し、同協会の理事長を務めている。2011年からは新日本プロレスとプロレスリング・ノアの協力を得てプロレスラー養成所の運営を始めたが、一期のみで活動を休止した。

## その他
- 師匠は長州力。得意技はサッカーボールキック。
- 若手時代にプロレス関係のイベントで、三沢光晴に「君も同じミサワなんだね、よろしくね」と声をかけられたことがある。
- イベント等ではボルサリーノ・T・三澤という、別名で活動する事もあり、通称：筋肉の魔術師。

## 作品

### 書籍
- 三澤式 プロレスストレッチ THE BODY HEAT（2006/5/30、イーハトーヴフロンティア）三澤威士名義　主演モデル・棚橋弘至、石川美津穂、西村修
- うまいゼ!格闘家のくいもの屋―レイザーラモンHGとイク!（2005/12、SOFTBANK MOOK）コラム執筆

### DVD
- 健者の幸せ（2008、メディアカイト販売）Windows Vista対応CD-ROM
- ファミリーフィットネス（2008、メディアカイト販売）Windows Vista対応CD-ROM
- ペットボトル2本 　集中エクササイズ（2009、You&Me）ボルサリーノ・T・三澤名義
- タオル1本 　集中エクササイズ（2009、You&Me）ボルサリーノ・T・三澤名義
- ボルサリーノ・T・三澤の二の腕塾（2009、You&Me）ボルサリーノ・T・三澤名義　出演・棚橋弘至
- ボルサリーノ・T・三澤の胸筋（2009、You&Me）ボルサリーノ・T・三澤名義　出演・棚橋弘至
- ボルサリーノ・T 三澤の腹筋塾（2009、You&Me）ボルサリーノ・T・三澤名義　出演・棚橋弘至

## 執筆
- スポーツ傷害・症例別ケア（ベースボール・マガジン社「コーチングクリニック」）
- 三澤威の新日本クリニック（日本スポーツ出版社「週刊ゴング」）連載
- プロレス身体論（ベースボールマガジン社「週刊プロレス」）連載
- 情シスのための新常識ボディメイク術（パシフィックネット「ジョーシス」）[3]（2016年2月10日から連載）
- 新日本プロレス入門テスト必勝講座（ベースボールマガジン社「週刊プロレス」）2016年11月9日号より連載

## メディア出演
- 週刊プレイガール（テレビ朝日）
- ビックシューズ（紙面広告）
- トールシューズ（紙面広告）
- hakutomoteru.com　ハクトモテル・ドット・コム（テレビ、ウェブ広告）トールシューズ
- ファイヤーレオン（2013年~2014年、TOKYO MX）大鉄役

## プロデュース
- ボディケアサロン「M-SPAZIO」（2006年、世田谷区等々力）
- エイジレスサロンLe＋“レタス（2007年、世田谷区等々力）
- トドロキカフェ（世田谷区等々力のカフェ）
- 4Dインソール
- UGOKAS(2015年7月18日〜8月31日、東京・豊洲特設会場)スーパーバイザーおよびUGOKAS体操振付）[4]